# 阿倍野郵便局
阿倍野郵便局（あべのゆうびんきょく）は、大阪府大阪市阿倍野区にある郵便局。民営化前の分類では集配普通郵便局であった。

## 概要
住所：〒545-8799 大阪府大阪市阿倍野区阪南町1-47-16

### 併設施設
- ゆうちょ銀行阿倍野店（大阪支店阿倍野出張所）：取扱店番号410370

### 分室
分室はなし。かつて存在した分室は以下の通り。
- 阿倍野橋分室 (41037A) - 民営化に伴い、当局にゆうちょ銀行の直営店が設置されるのに先立ち2007年（平成19年）7月30日に浪速郵便局に所属が変更された。

## 沿革
- 1880年（明治13年）5月 - 天王寺ノ内天下茶屋（てんのうじのうちてんがちゃや）郵便局（五等）として開設[1]。
- 1884年（明治17年）3月15日 - 廃止[1]。
- 1886年（明治19年）4月22日 - 天下茶屋郵便受取所として再設置[1]。
- 1894年（明治27年）4月30日 - 廃止[1]。
- 1907年（明治40年）3月16日 - 天下茶屋郵便局（三等）として天王寺村48番屋敷[2]（現在の西成区岸里東一丁目付近、聖天坂停留場西側の紀州街道沿い）に再々設置[1]。
- 1912年（明治45年）5月6日 - 現在の西成区天下茶屋一丁目9番付近に移転。特定三等局となり、集配業務を開始。
- 1937年（昭和12年）8月11日 - 西成郵便局を分離。
- 1944年（昭和19年）9月16日 - 阿倍野区阿倍野筋一丁目69番地に移転し、阿倍野郵便局に改称[2]。
- 1948年（昭和23年）9月6日 - 阿倍野区阿倍野筋一丁目から同区阪南町東二丁目19番地（現在地）へ移転[2][3]。同日、同区阿倍野筋一丁目に阿倍野橋分室を設置[4]。
- 1957年（昭和32年）12月1日 - 電話通話および和文電報受付事務の取扱を開始。
- 1960年（昭和35年）4月16日 - 阿部野橋分室において欧文電報受付および国際電報受付事務の取扱を開始
- 1975年（昭和50年）7月7日 - 阿倍野橋分室を一時閉鎖。同年9月1日に再開。
- 1985年（昭和60年）11月1日 - 阿部野橋分室の国際電報受付業務を日本電信電話株式会社戎営業所に移管。
- 1990年（平成2年）3月23日 - 花の万博の開催に合わせ、大阪市周辺の主な郵便局40局において、風景印を花をかたどった変形印に変更（当局は阿倍野区の花である桃）。
- 1998年（平成10年）9月1日 - 外国通貨の両替および旅行小切手の売買に関する業務取扱を開始。
- 2007年（平成19年）7月30日 - 阿倍野橋分室を浪速郵便局へ所属変更（41037A→41691A）[5]。
- 2007年（平成19年）10月1日 - 民営化に伴い、併設された郵便事業阿倍野支店、ゆうちょ銀行阿倍野店に一部業務を移管。
- 2012年（平成24年）10月1日 - 日本郵便株式会社発足に伴い、郵便事業阿倍野支店を阿倍野郵便局に統合。

## 取扱内容

### 阿倍野郵便局
- 郵便、印紙、ゆうパック、内容証明
- 生命保険、バイク自賠責保険、自動車保険
- 地方公共団体事務（大阪市ごみ処理券の販売、大阪市敬老優待乗車証交付）
- 「545-00xx」区域（大阪市阿倍野区内全域）の集配業務
- ゆうゆう窓口

### ゆうちょ銀行阿倍野店
- 貯金、貸付、為替、振替、振込、国際送金、外貨両替、国債、投資信託、変額年金保険
- ATM

## 風景印
- 図柄は超高層ビル『あべのハルカス』。局名表記は「阿倍野」
- 使用開始日は2014年（平成26年）5月30日

### 過去の風景印
- 1983年（昭和58年）7月23日 - 1990年（平成2年）3月29日
  - 図柄は『桃ケ池公園』・『松虫塚』・『路面電車』

- 1990年（平成2年）3月30日 - 2014年（平成26年）5月29日
  - 図柄は『桃ケ池公園』・『松虫塚』・『路面電車』
  - 桃の花型の変形印であった。

## 周辺
- 大阪府立阿倍野高等学校
- 大阪市立苗代小学校
- 大阪市立阿倍野小学校
- 池田泉州銀行昭和町支店（■旧泉州店舗）
- 大阪シティ信用金庫阿倍野支店
- 尼崎信用金庫昭和町支店
- ライフ昭和町駅前店
- デイリーカナートイズミヤ昭和町店

## アクセス
- Osaka Metro御堂筋線 昭和町駅から徒歩約2分
- Osaka Metro谷町線 文の里駅から徒歩約6分
- 大阪シティバス 地下鉄昭和町停留所下車
- 阪神高速松原線 文の里出入口から南へ400m
- 駐車場あり：7台